# Microrégion d'Araranguá
La microrégion d'Araranguá est l'une des trois microrégions qui subdivisent la région Sud de l'État de Santa Catarina au Brésil.
Elle comporte quinze municipalités qui regroupaient 180 877 habitants après le recensement de 2010 pour une superficie totale de 2 963 km2.

## Municipalités
- Araranguá
- Balneário Arroio do Silva
- Balneário Gaivota
- Ermo
- Jacinto Machado
- Maracajá
- Meleiro
- Morro Grande
- Passo de Torres
- Praia Grande
- Santa Rosa do Sul
- São João do Sul
- Sombrio
- Timbé do Sul
- Turvo